# 水無瀬親具
水無瀬 親具（みなせ ちかとも）は、安土桃山時代の貴族。権大納言・高倉永家の次男。堀河家の祖。

## 経歴
権大納言・高倉永家の四男として生まれるが、権中納言・水無瀬兼成の養嗣子となる。
天文23年（1554年）、叙爵し、永禄6年（1563年）元服して従五位上・侍従に叙任される。
永禄10年（1567年）、正五位下・左近衛少将に叙任された。
元亀2年（1571年）、兼成が実子・氏成を儲けたために家中で不和が生じ、天正4年（1576年）に織田信長の調停を受けている。
天正3年（1575年）、左近衛中将、天正8年（1580年）右兵衛督と武官を歴任し、天正9年（1581年）に正四位下に至った。
天正10年（1582年）、山崎の戦い後の混乱に乗じ、安土城下に出仕して、織田信孝に接近する。これに乗じて、兼成が安土へ送った家人2名と中間1名を殺害し、さらに兼成を宿所で襲撃した。兼成派の家人による親具の毒殺計画が発覚したためという。これらの狼藉で勘を蒙り、兼成との対立もますます深刻化したため、信孝を頼って美濃国へと下った。
天正13年（1585年）、親具は帰洛し、徳川家康の庇護を得て堀河家を立てた。
文禄4年（1595年）、氏成を立てるために再び自身の毒殺をはかった家人を殺害し、これを家康に訴えて出家し伏見に移る。
寛永8年（1632年）12月24日、卒去。享年80。

## 人物
養父と同じく能書家としても知られ、関白豊臣秀次から将棋の駒の作成を依頼されたという（水無瀬駒）。

## 官歴
『諸家伝』による。
- 天文23年（1554年） 3月10日：従五位下
- 永禄6年（1563年） 3月19日：元服。3月20日：従五位上。3月21日：侍従
- 永禄10年（1567年） 5月15日：正五位下。10月4日：左近衛少将
- 天正2年（1574年） 正月5日：従四位下
- 天正3年（1575年） 4月23日：左近衛中将
- 天正6年（1578年） 正月6日：従四位上
- 天正8年（1580年） 2月：右兵衛督
- 天正9年（1581年） 4月21日：正四位下
- 天正10年（1582年） 日付不詳：養父義絶
- 文禄4年（1595年） 日付不詳：出家
- 寛永8年（1631年） 12月24日：卒去[1]

## 系譜
- 正室：中條出羽守娘
  - 男子：堀河康胤（1592-1673）
  - 男子：樋口信孝（1600-1658）
- 生母不詳の子女
  - 男子：僧 - 随心院家宝幢院
  - 女子：将軍家女房